# 哀しみのStill
「哀しみのStill」（かなしみのスティル）は、西城秀樹の46枚目のシングル。1983年9月15日にRCAから発売された。

## 解説
後藤次利の作曲による初めての作品である。イントロのトランペットとサビの女性コーラスが、哀愁あるメロディーをより引き立てている。
オリコンでは最高位29位（100位内7週）、4.5万枚のセールスだった。デビューして以来、初めて売上げが5万枚に届かず、チャート・インした週が10週未満だったのも初めてだった。

## 収録曲
（全作詞：森田由美）
1. 哀しみのStill
作曲・編曲：後藤次利
2. ジャンクション
作曲・編曲：林哲司

## この頃のできごと
- 1983年9月21日 - 『笑っていいとも!』（フジテレビ系）の「テレフォンショッキング」に初出演する。
- 1983年11月20日 - 第10回となる日本武道館でのリサイタルを開催した。